# Torre en Cameros
Torre en Cameros é um município da Espanha
na província e comunidade autónoma de La Rioja, de área 11,64 km² com população de 14 habitantes (2007) e densidade populacional de 1,29 hab/km².

## Demografia
| Variação demográfica do município entre 1991 e 2004 | Variação demográfica do município entre 1991 e 2004 | Variação demográfica do município entre 1991 e 2004 | Variação demográfica do município entre 1991 e 2004 |
| --------------------------------------------------- | --------------------------------------------------- | --------------------------------------------------- | --------------------------------------------------- |
| 1991                                                | 1996                                                | 2001                                                | 2004                                                |
| 14                                                  | 11                                                  | 15                                                  | 15                                                  |